# Nabis giffardi
Nabis giffardi là một loại rệp ở họ Nabidae.